# Laboissière-en-Santerre
Laboissière-en-Santerre est une commune française située dans le département de la Somme en région Hauts-de-France.

## Géographie

### Localisation
Laboissière-en-Santerre est un village picard de l'Amiénois et de la région naturelle du Santerre.
À vol d'oiseau, la localité est située à 8 km à l'est de Montdidier, 9 km au sud-ouest de Roye, 30 km au nord-ouest de Compiègne, 37 km au sud-est d'Amiens, 48 km au sud-ouest de Saint-Quentin et à 49 km au nord-est de Beauvais.
Le territoire de la commune est limitrophe de ceux de six communes.
Les communes limitrophes sont  Faverolles, Fescamps, Grivillers, Lignières, Marquivillers et Piennes-Onvillers.

### Hydrographie
La commune est située dans le bassin Artois-Picardie. Elle n'est drainée par aucun cours d'eau.

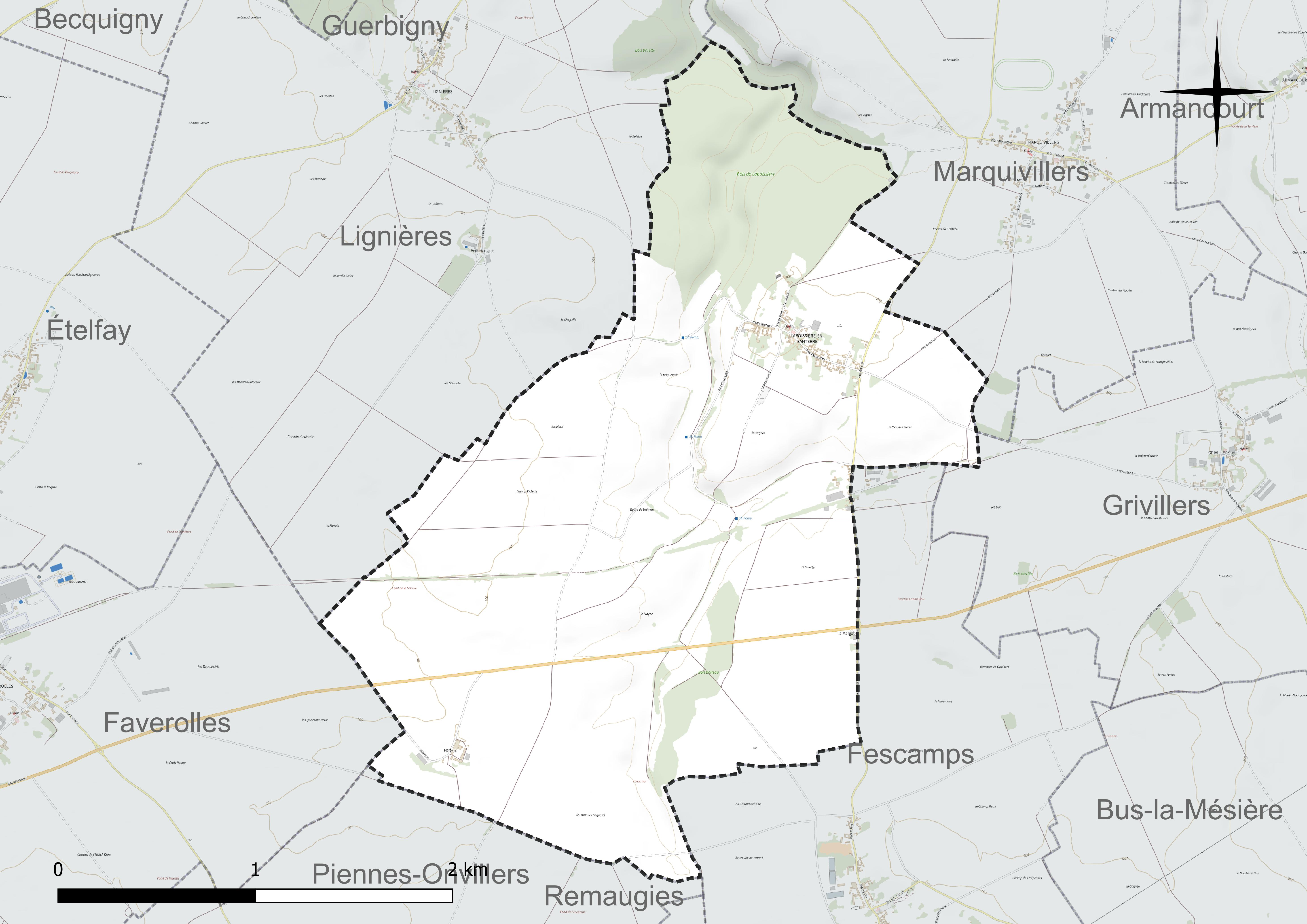
Réseau hydrographique de Laboissière-en-Santerre.

### Climat
Pour des articles plus généraux, voir Climat des Hauts-de-France et Climat de la Somme.
En 2010, le climat de la commune est de type climat océanique dégradé des plaines du Centre et du Nord, selon une étude du CNRS s'appuyant sur une série de données couvrant la période 1971-2000. En 2020, Météo-France publie une typologie des climats de la France métropolitaine dans laquelle la commune est exposée à un climat océanique et est dans la région climatique Nord-est du bassin Parisien, caractérisée par un ensoleillement médiocre, une pluviométrie moyenne régulièrement répartie au cours de l'année et un hiver froid (3 °C).
Pour la période 1971-2000, la température annuelle moyenne est de 10,3 °C, avec une amplitude thermique annuelle de 14,8 °C. Le cumul annuel moyen de précipitations est de 695 mm, avec 11,6 jours de précipitations en janvier et 8,4 jours en juillet. Pour la période 1991-2020, la température moyenne annuelle observée sur la station météorologique la plus proche, située sur la commune de Godenvillers à 12 km à vol d'oiseau, est de 11,1 °C et le cumul annuel moyen de précipitations est de 701,9 mm,. Pour l'avenir, les paramètres climatiques de la commune estimés pour 2050 selon différents scénarios d'émission de gaz à effet de serre sont consultables sur un site dédié publié par Météo-France en novembre 2022.

## Urbanisme

### Typologie
Au 1er janvier 2024, Laboissière-en-Santerre est catégorisée commune rurale à habitat dispersé, selon la nouvelle grille communale de densité à sept niveaux définie par l'Insee en 2022.
Elle est située hors unité urbaine. Par ailleurs la commune fait partie de l'aire d'attraction de Montdidier, dont elle est une commune de la couronne,. Cette aire, qui regroupe 23 communes, est catégorisée dans les aires de moins de 50 000 habitants,.

### Occupation des sols
L'occupation des sols de la commune, telle qu'elle ressort de la base de données européenne d'occupation biophysique des sols Corine Land Cover (CLC), est marquée par l'importance des territoires agricoles (87 % en 2018), une proportion identique à celle de 1990 (87 %). La répartition détaillée en 2018 est la suivante : 
terres arables (87 %), forêts (13 %). L'évolution de l'occupation des sols de la commune et de ses infrastructures peut être observée sur les différentes représentations cartographiques du territoire : la carte de Cassini (XVIIIe siècle), la carte d'état-major (1820-1866) et les cartes ou photos aériennes de l'IGN pour la période actuelle (1950 à aujourd'hui).

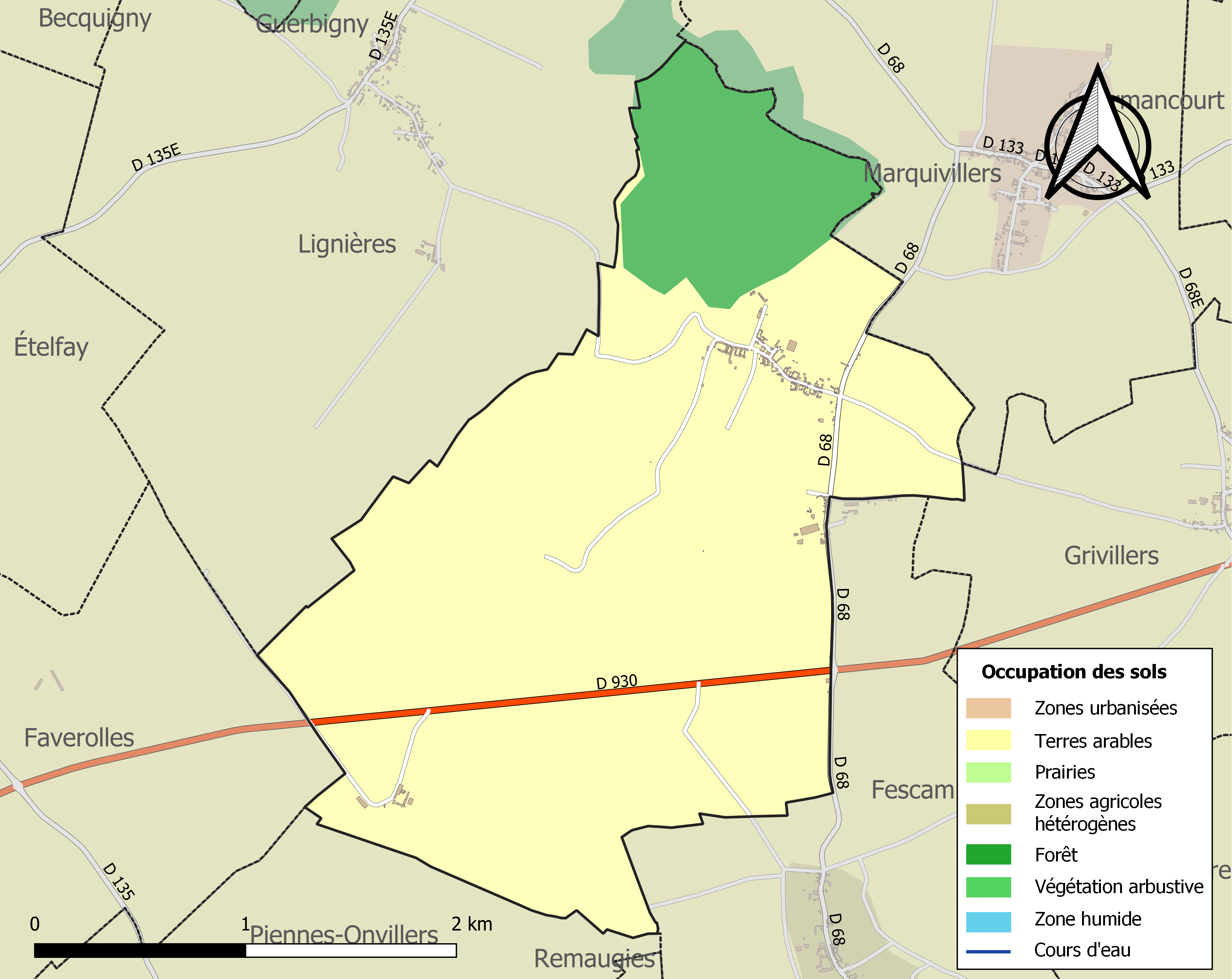
Carte des infrastructures et de l'occupation des sols de la commune en 2018 (CLC).

## Toponymie
Le nom de la localité est attesté sous les formes Buxeria en 1100 ; Bosseria en 1206 ; La Boissière en 1215 ; Le petit Boissière en 1294 ; Laboissière en 1567 ; Boissière en 1626 ; Boisière en 1648 ; Boissière-la-Chaussée en 1657 ; La Boisière en 1764 ; Laboissières en 1865.

De l'oïl boissière, bouissière, buissière « lieu planté de buis ».
Le Santerre est une région naturelle de France située au cœur de la Picardie, et de l'actuelle région Hauts-de-France.

## Histoire
Une tombe mérovingienne est découverte en 1887 par l'abbé Villerelle
L'église primitive datait du XIIe siècle, elle a été reconstruite à la suite des combats destructeurs de la Première Guerre mondiale.
Le château du village, construit au XVe siècle, se trouve sur la route de Roye. Il a servi de lieu d'entrainement pour les archers du roi.
Les Espagnols ont massacré les habitants du village voisin de Boiteau en 1636. Une plaque commémorative rappelle l'évènement.
En 1850, un arbre de la  liberté, un tilleul, est planté pour célébrer le suffrage universel masculin obtenu en 1848. Il mesure 3,90 m de circonférence et une vingtaine de mètres de haut en 2020.
Près d'un larri des cavités dans une carrière de craie ont servi de refuge aux soldats de la Grande Guerre.
En 1964, une habitante du village est championne de France de tir à l'arc.

## Politique et administration
| Période                                  | Période                      | Identité          | Étiquette | Qualité                                     |
| ---------------------------------------- | ---------------------------- | ----------------- | --------- | ------------------------------------------- |
| Les données manquantes sont à compléter. |                              |                   |           |                                             |
| mars 2001                                | En cours (au 8 octobre 2020) | Xavier Ribaucourt |           | Agriculteur Réélu pour le mandat 2020-2026, |

## Démographie
L'évolution du nombre d'habitants est connue à travers les recensements de la population effectués dans la commune depuis 1793. Pour les communes de moins de 10 000 habitants, une enquête de recensement portant sur toute la population est réalisée tous les cinq ans, les populations de référence des années intermédiaires étant quant à elles estimées par interpolation ou extrapolation. Pour la commune, le premier recensement exhaustif entrant dans le cadre du nouveau dispositif a été réalisé en 2008.

En 2022, la commune comptait 138 habitants, en évolution de −11,54 % par rapport à 2016 (Somme : −1,26 %, France hors Mayotte : +2,11 %).
| 1793 | 1800 | 1806 | 1821 | 1831 | 1836 | 1841 | 1846 | 1851 |
| ---- | ---- | ---- | ---- | ---- | ---- | ---- | ---- | ---- |
| 261  | 256  | 280  | 234  | 260  | 270  | 278  | 280  | 270  |

| 1856 | 1861 | 1866 | 1872 | 1876 | 1881 | 1886 | 1891 | 1896 |
| ---- | ---- | ---- | ---- | ---- | ---- | ---- | ---- | ---- |
| 246  | 245  | 250  | 232  | 265  | 263  | 264  | 268  | 270  |

| 1901 | 1906 | 1911 | 1921 | 1926 | 1931 | 1936 | 1946 | 1954 |
| ---- | ---- | ---- | ---- | ---- | ---- | ---- | ---- | ---- |
| 248  | 245  | 264  | 129  | 178  | 214  | 192  | 184  | 173  |

| 1962 | 1968 | 1975 | 1982 | 1990 | 1999 | 2006 | 2008 | 2013 |
| ---- | ---- | ---- | ---- | ---- | ---- | ---- | ---- | ---- |
| 181  | 191  | 155  | 149  | 149  | 120  | 139  | 145  | 157  |

| 2018 | 2022 | - | - | - | - | - | - | - |
| ---- | ---- | - | - | - | - | - | - | - |
| 144  | 138  | - | - | - | - | - | - | - |

## Culture locale et patrimoine

### Lieux et monuments
- Église Saint-Fiacre, toute en brique, reconstruite après la Première Guerre mondiale..

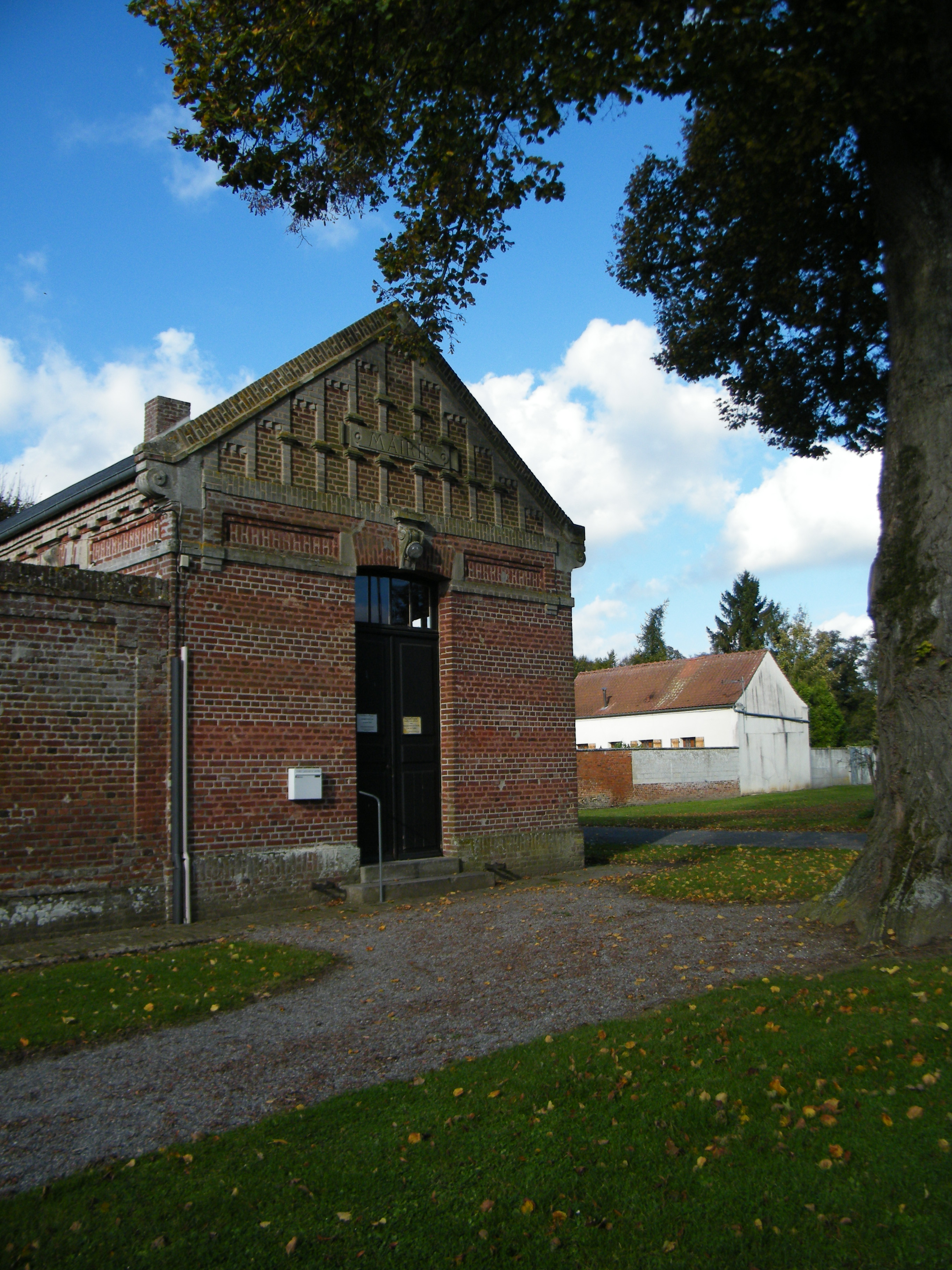
Mairie.
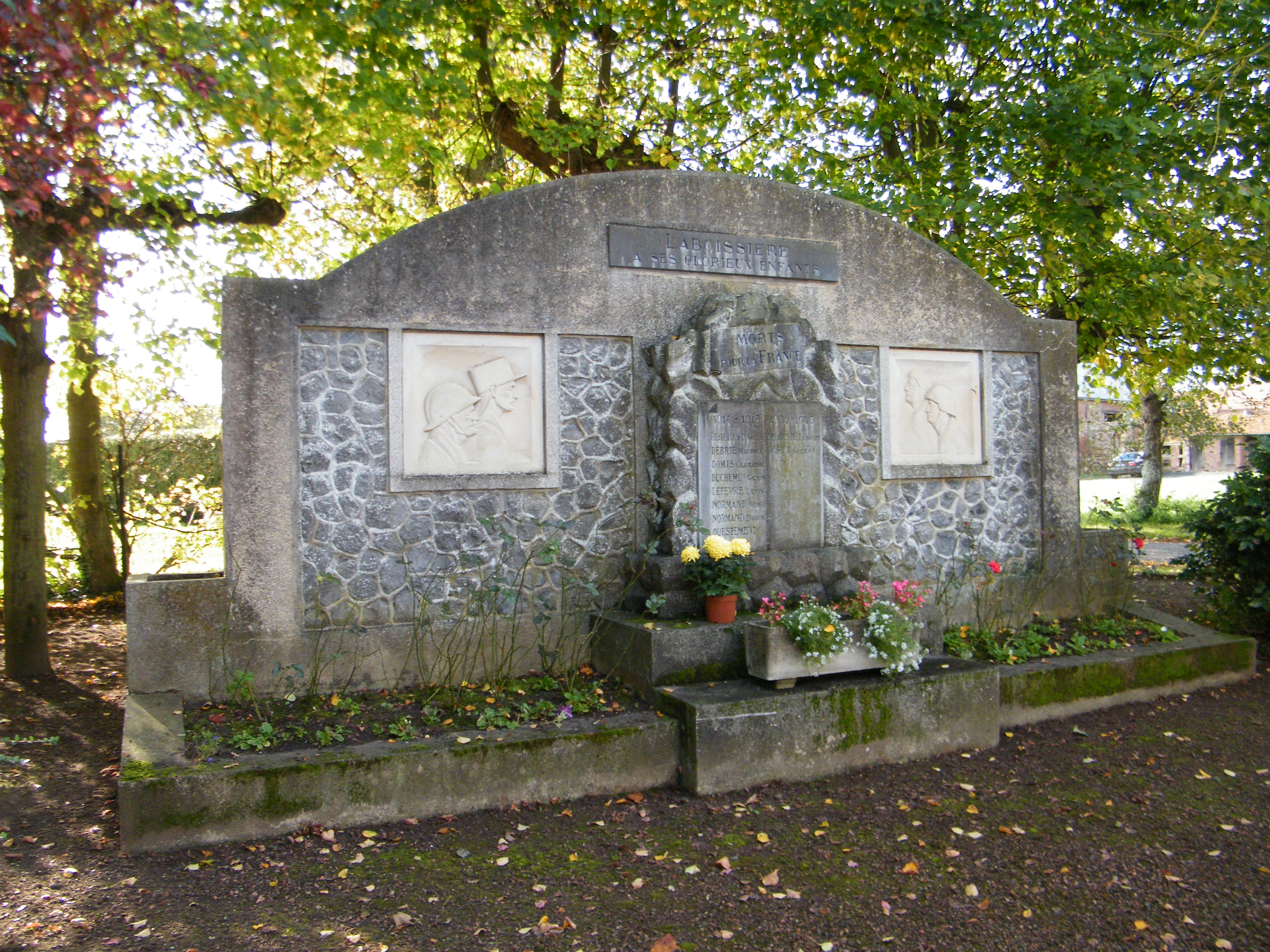
Monument aux deux guerres mondiales.
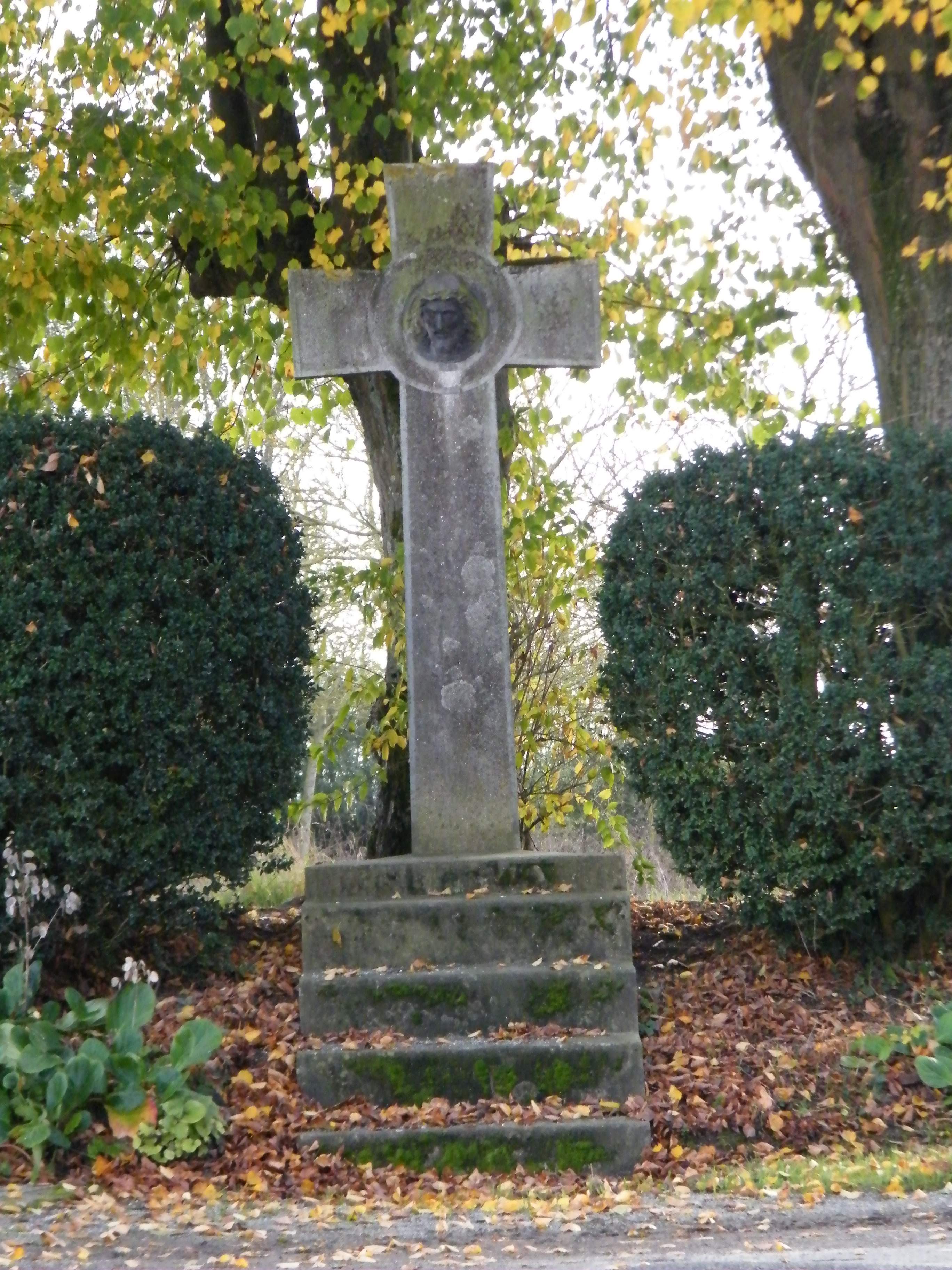
Calvaire.
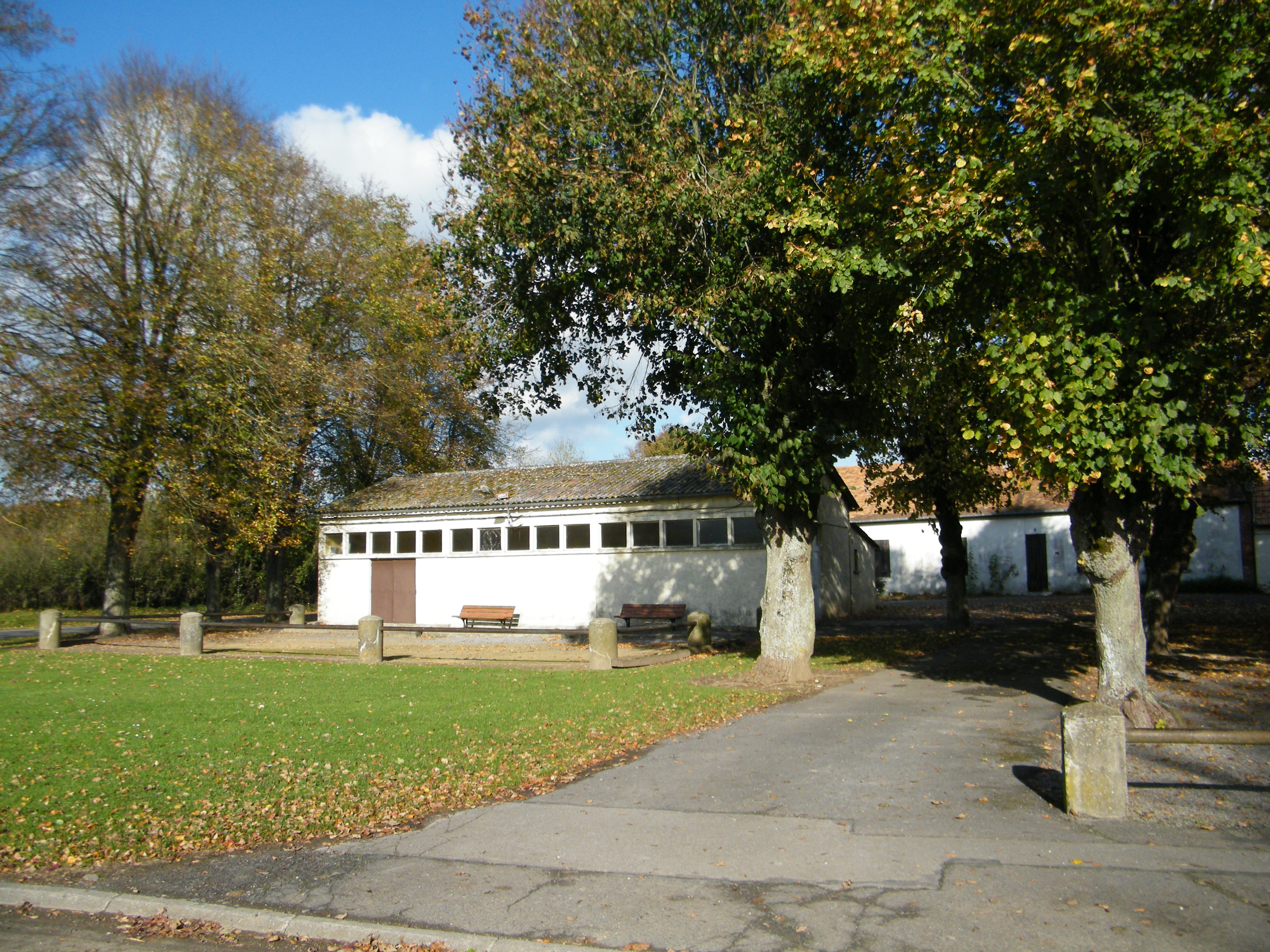
Salle communale.

### Héraldique
|  | Les armes de la commune se blasonnent ainsi : écartelé : au premier et au quatrième d'or au chevron de sable accompagné de trois merlettes du même, au deuxième et au troisième d'or aux trois fasces de gueules. |